# Niederuhna
Niederuhna, obersorbisch Delni Wunjow, ist ein Ortsteil der Großen Kreisstadt Bautzen im Landkreis Bautzen in Sachsen. Der Ort gehört seit dem 1. Januar 1999 zu Bautzen und ist seit dem 1. Juli 2020 ein eigenständiger Ortsteil, zuvor war Niederuhna eine Ortslage des Ortsteils Oberuhna. Die ehemals eigenständige Gemeinde gehörte von 1936 bis 1948 zur Gemeinde Schmochtitz, von 1948 bis 1969 zu Salzenforst, von 1969 bis 1994 zu Salzenforst-Bolbritz und zuletzt bis zur Eingemeindung nach Bautzen zur Gemeinde Kleinwelka.

## Lage
Niederuhna liegt in der Oberlausitz, rund sechs Kilometer nordwestlich des Bautzner Stadtzentrums. Umliegende Ortschaften sind Schmochtitz im Norden, Kleinwelka im Osten, Salzenforst im Südosten, Oberuhna im Süden, Löschau im Südwesten, Muschelwitz und Sollschwitz im Westen sowie Dreikretscham und Loga im Nordwesten.
Niederuhna liegt rund zwei Kilometer von der Anschlussstelle Salzenforst der Bundesautobahn 4 entfernt.
Michał Rostok verzeichnete 1887 die folgenden sorbischen Flurnamen für Niederuhna: Dźěłošća, Wólšinka, Chrósty, Winica, Klony, Hajki, Lešawki, Čěžki, Podwosty = Pod wostami, Němc [Hügel], Liški.

## Geschichte
Niederuhna ist im Jahr 1500 als Cleyn Vnaw erstmals urkundlich erwähnt. Der Ort wurde unmittelbar nördlich von Oberuhna als slawischer Rundweiler angelegt und war zunächst dem Rittergut Milkwitz unterstellt. Um 1580 gehörte Niederuhna kirchlich zu Göda. Um 1658 hieß der Ort Nieder Uhna. Spätestens seit dem 18. Jahrhundert besaß das Rittergut Oberuhna ebenfalls Anteile am Ort. Die kirchliche Zugehörigkeit wechselte 1809 zeitweise nach Neschwitz; seit 1866 gehört Niederuhna wieder zur Gödaer Kirchengemeinde.
Bis zum 1. April 1936 war Niederuhna eine eigenständige Landgemeinde, danach wurde der Ort nach Schmochtitz eingemeindet. Durch die Eingemeindung von Schmochtitz im Jahr 1948 kam Niederuhna gemeinsam mit diesem in die Gemeinde Salzenforst. Am 1. Juli 1969 schlossen sich Salzenforst und Bolbritz zur Gemeinde Salzenforst-Bolbritz zusammen, die wiederum am 1. Januar 1994 nach Kleinwelka eingemeindet wurde. Bereits zu diesem Zeitpunkt bestand Niederuhna nicht mehr als eigenständiger Ortsteil, sondern wurde zum Ortsteil Oberuhna gezählt. Mit der Eingemeindung Kleinwelkas am 1. Januar 1999 kam Niederuhna schließlich zur Stadt Bautzen. Am 1. Juli 2020 wurde Niederuhna zum Ortsteil erhoben.

## Bevölkerung und Sprache

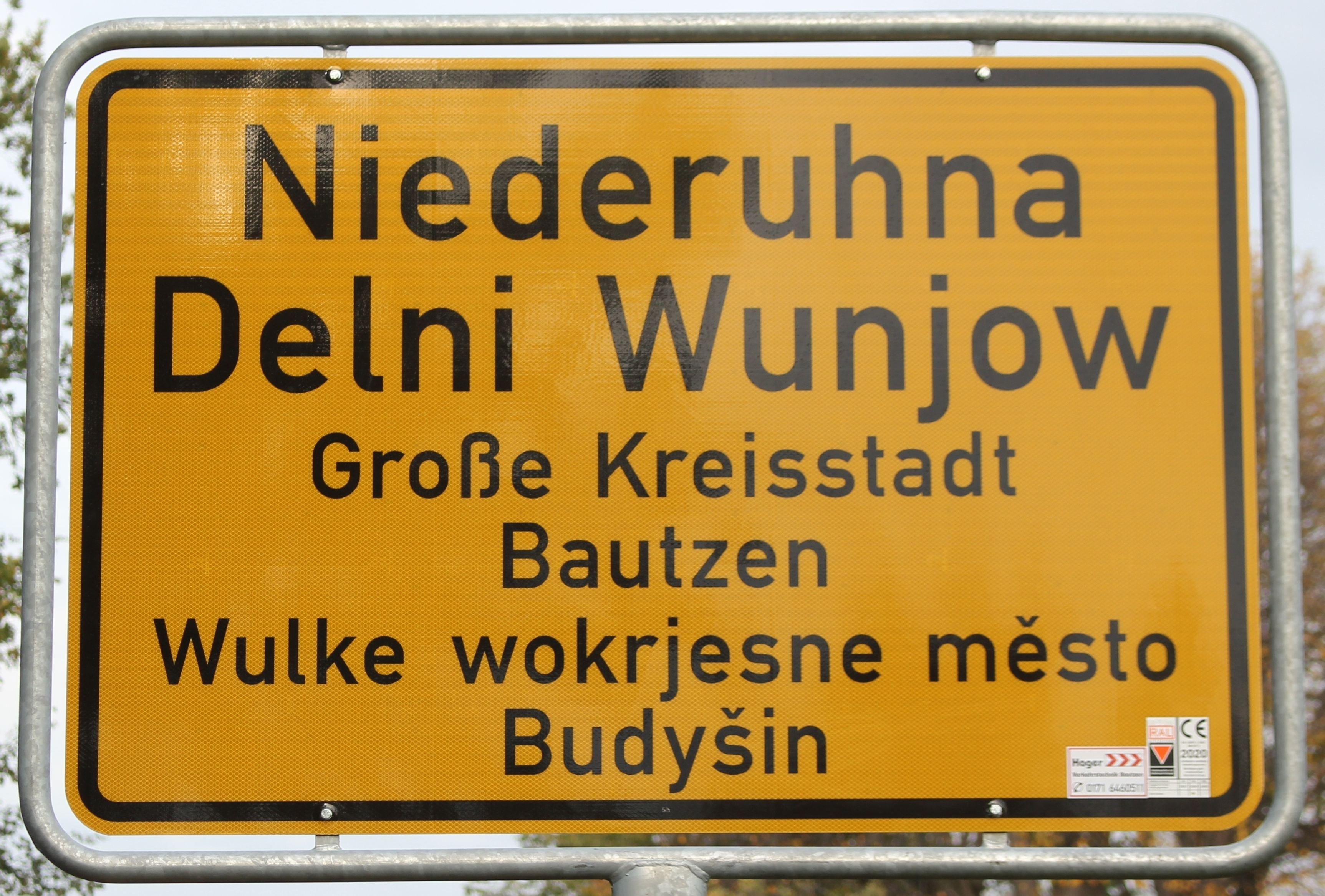
Ortstafel Niederuhna

Im Jahr 1777 lebten in Niederuhna acht besessene Mann, ein Gärtner und zwei Häusler. 1834 lebten 78 Einwohner im Dorf, 1871 waren 80 Menschen in Niederuhna verzeichnet. Danach sank die Einwohnerzahl von 78 im Jahr 1890 auf 59 im Jahr 1925. In diesem Jahr waren 55 Einwohner evangelisch-lutherischer und vier Einwohner katholischer Konfession. Mit Stand 31. Dezember 2020 hatte der Ortsteil Niederuhna 27 Einwohner.
Der sorbische Volkskundler Arnošt Muka ermittelte im Jahr 1884 eine Einwohnerzahl von 79. Von den Einwohnern waren 74 Sorben und fünf Deutsche, was einem sorbischen Bevölkerungsanteil von 94 Prozent entsprach. Von den fünf deutschen Einwohnern beherrschten drei ebenfalls die sorbische Sprache. Seitdem ist der alltägliche Gebrauch der sorbischen Sprache im Ort stark zurückgegangen.